# Katherine Sebov
Katherine Sebov (* 5. Januar 1999 in Toronto, Ontario) ist eine kanadische Tennisspielerin.

## Karriere
Sebov, die mit acht Jahren mit Tennisspielen begann, bevorzugt Hart- und Rasenplätze. Sie spielt vor allem auf der ITF Women’s World Tennis Tour, wo sie bislang fünf Titel im Einzel und einen im Doppel gewonnen hat.
Seit 2017 spielt sie in der kanadischen Fed-Cup-Mannschaft. Von ihren sechs Spielen konnte sie vier gewinnen, davon drei im Einzel und eines im Doppel.

## Turniersiege

### Einzel
| Nr. | Datum             | Turnier  | Kategorie   | Belag             | Finalgegnerin      | Ergebnis    |
| --- | ----------------- | -------- | ----------- | ----------------- | ------------------ | ----------- |
| 1.  | 28. Oktober 2018  | Saguenay | ITF $60.000 | Hartplatz (Halle) | Quirine Lemoine    | 7:610, 7:64 |
| 2.  | 25. Dezember 2022 | Tauranga | ITF $25.000 | Hartplatz         | Michaela Bayerlová | 6:0, 6:4    |
| 3.  | 5. März 2023      | Toronto  | ITF W25     | Hartplatz (Halle) | Himeno Sakatsume   | 6:4, 7:64   |
| 4.  | 22. Oktober 2023  | Saguenay | ITF W60     | Hartplatz (Halle) | Fanny Stollár      | 6:4, 6:4    |
| 5.  | 12. Januar 2025   | Naples   | ITF W35     | Sand              | Jessica Pieri      | 6:2, 6:0    |

### Doppel
| Nr. | Datum            | Turnier            | Kategorie | Belag           | Partnerin       | Finalgegnerinnen                   | Ergebnis |
| --- | ---------------- | ------------------ | --------- | --------------- | --------------- | ---------------------------------- | -------- |
| 1.  | 4. Dezember 2021 | Jablonec nad Nisou | ITF W25   | Teppich (Halle) | Maja Chwalińska | Lucie Havlíčková Linda Klimovičová | 7:5, 6:4 |

## Abschneiden bei Grand-Slam-Turnieren

### Dameneinzel
| Turnier         | 2019 | 2020 | 2021 | 2022 | 2023 | 2024 | Karriere |
| --------------- | ---- | ---- | ---- | ---- | ---- | ---- | -------- |
| Australian Open | Q1   | —    | —    | —    | 1    | Q3   | 1        |
| French Open     | —    | —    | —    | —    | Q1   | —    | —        |
| Wimbledon       | —    |      | —    | —    | Q2   | —    | —        |
| US Open         | Q1   | —    | —    | —    | Q1   | —    | —        |

Zeichenerklärung: S = Turniersieg; F, HF, VF, AF = Einzug ins Finale / Halbfinale / Viertelfinale / Achtelfinale; 1, 2, 3 = Ausscheiden in der 1. / 2. / 3. Hauptrunde; Q1, Q2, Q3 = Ausscheiden in der 1. / 2. / 3. Qualifikationsrunde; nicht ausgetragen

### Juniorinneneinzel
| Turnier         | 2014 | 2015 | 2016 | Karriere |
| --------------- | ---- | ---- | ---- | -------- |
| Australian Open | —    | 2    | AF   | AF       |
| French Open     | —    | 2    | —    | 2        |
| Wimbledon       | 1    | 1    | —    | 1        |
| US Open         | AF   | 1    | —    | AF       |

### Juniorinnendoppel
| Turnier         | 2014 | 2015 | 2016 | Karriere |
| --------------- | ---- | ---- | ---- | -------- |
| Australian Open | —    | VF   | 1    | VF       |
| French Open     | —    | 1    | —    | 1        |
| Wimbledon       | VF   | AF   | —    | VF       |
| US Open         | 1    | 1    | —    | 1        |